# Inoue Kanta
Kanta Inoue (sinh ngày 12 tháng 4 năm 1991) là một cầu thủ bóng đá người Nhật Bản.

## Sự nghiệp câu lạc bộ
Kanta Inoue đã từng chơi cho AC Nagano Parceiro.